# Langenhain (Taunus)
Langenhain, vor der Gebietsreform in Hessen postalisch als Langenhain (Taunus) bekannt, ist ein Stadtteil der Kreisstadt Hofheim am Taunus im südhessischen Main-Taunus-Kreis im Ballungsraum Frankfurt/Rhein-Main. Langenhain ist der am höchsten gelegene Stadtteil und überregional bekannt als Standort des europäischen Hauses der Andacht der Bahai.

## Geographische Lage
Langenhain liegt ca. 340 m hoch im Zentrum eines weit nach Süden vorgeschobenen Höhenzuges des Vordertaunus im westlichen Main-Taunus-Kreis. Die Gemarkung des Ortes ist fast vollständig von denen der anderen Hofheimer Stadtteile umgeben. Im Norden grenzt sie an Wildsachsen und Lorsbach, im Osten an die Kernstadt und Marxheim, im Süden und Südwesten an Diedenbergen und Wallau. Nur im Südwesten bildet die Langenhainer Gemarkung auf einem kurzen Stück die Hofheimer Stadtgrenze zum Wiesbadener Stadtteil Breckenheim.
Langenhain liegt, auf drei Seiten von Wald umgeben, am Oberlauf des Kasernbachs, der nach Süden Richtung Weilbach fließt und dort auch den Namen Weilbach annimmt. Nördlich der Ortslage und des anschließenden Domherrnwaldes liegt im Walddistrikt Baumwald mit 403,7 Meter der höchste Punkt Langenhains. Südwestlich von Langenhain auf dem Kartaus (351,4 Meter) liegt im Wald eine Funkleitstelle mit einem weithin sichtbaren Funkmast.

## Geschichte
Die älteste erhalten gebliebene urkundliche Erwähnung als Langenhayn datiert aus dem Jahr 1309 in einem Erbpachtvertrag des Dekans Conrad und des Liebfrauenstiftes zu Mainz. Langenhain entwickelte sich an einer wichtigen römerzeitlichen und frühmittelalterlichen Straßenverbindung von Nord nach Süd, der sogenannten Hohen Straße.
Jahrhundertelang war Langenhain Teil des protestantischen Ländchens und gehörte zur Zeit des Herzogtums Nassau zum Amt Hochheim.
Wald-, Vieh- und Landwirtschaft waren die Haupterwerbsquellen der Einwohner. Einen Zusatzverdienst verschafften sie sich durch Köhlerei und das Schälen von Eichen. Die Eichenrinde fand Abnehmer als Gerberlohe bei Gerbereien und der Lederindustrie, namentlich in dem nahe gelegenen Lorsbach.
Im Zuge der Gebietsreform in Hessen schloss sich die bis dahin selbständige Gemeinde Langenhain zum 31. Dezember 1971 freiwillig der Stadt Hofheim am Taunus an und ist damit nach Marxheim der zweitälteste Stadtteil der heutigen Kreisstadt des Main-Taunus-Kreises. Wie für sie andere Stadtteile wurde auch für Langenhain ein Ortsbezirk mit Ortsbeirat und Ortsvorsteher eingerichtet nach der Hessischen Gemeindeordnung eingerichtet.
Territorialgeschichte und Verwaltung im Überblick
Die folgende Liste zeigt im Überblick die Territorien, in denen Langenhain lag, bzw. die Verwaltungseinheiten, denen es unterstand:
- Ende 12. Jahrhundert: Heiliges Römisches Reich, Herrschaft Eppstein
- ab 1492: Heiliges Römisches Reich, Landgrafschaft Hessen, Amt Eppstein
- ab 1567: Heiliges Römisches Reich, Landgrafschaft Hessen-Marburg, Amt Eppstein[9]
- 1604–1648: Heiliges Römisches Reich, strittig zwischen Landgrafschaft Hessen-Darmstadt und Landgrafschaft Hessen-Kassel (Hessenkrieg)
- ab 1604: Heiliges Römisches Reich, Landgrafschaft Hessen-Darmstadt,Oberfürstentum Hessen, Amt Eppstein
- ab 1643: Heiliges Römisches Reich, Landgrafschaft Hessen-Darmstadt, Amt Wallau
- ab 1803: Heiliges Römisches Reich, Fürstentum Nassau-Usingen, Amt Wallau
- ab 1806: Herzogtum Nassau, Amt Hochheim
- ab 1849: Herzogtum Nassau, Kreisamt Höchst
- ab 1854: Herzogtum Nassau, Amt Hochheim
- ab 1867: Königreich Preußen, Provinz Hessen-Nassau, Regierungsbezirk Wiesbaden, Mainkreis
- ab 1871: Deutsches Reich, Königreich Preußen, Provinz Hessen-Nassau, Regierungsbezirk Wiesbaden, Mainkreis
- ab 1886: Deutsches Reich, Königreich Preußen, Provinz Hessen-Nassau, Regierungsbezirk Wiesbaden, Kreis Höchst
- ab 1918: Deutsches Reich, Freistaat Preußen, Provinz Hessen-Nassau, Regierungsbezirk Wiesbaden, Kreis Höchst
- ab 1928: Deutsches Reich, Freistaat Preußen, Provinz Hessen-Nassau, Regierungsbezirk Wiesbaden, Main-Taunus-Kreis
- ab 1944: Deutsches Reich, Freistaat Preußen, Provinz Nassau, Main-Taunus-Kreis
- ab 1945: Amerikanische Besatzungszone, Groß-Hessen, Regierungsbezirk Wiesbaden, Main-Taunus-Kreis
- ab 1949: Bundesrepublik Deutschland, Land Hessen (seit 1946), Regierungsbezirk Wiesbaden, Main-Taunus-Kreis
- ab 1968: Bundesrepublik Deutschland, Land Hessen, Regierungsbezirk Darmstadt, Main-Taunus-Kreis

## Bevölkerung

### Einwohnerstruktur 2011
Nach den Erhebungen des Zensus 2011 lebten am Stichtag dem 9. Mai 2011 in Langenhain 3303 Einwohner. Darunter waren 168 (5,1 %) Ausländer.
Nach dem Lebensalter waren 747 Einwohner unter 18 Jahren, 1422 zwischen 18 und 49, 597 zwischen 50 und 64 und 567 Einwohner waren älter. Die Einwohner lebten in 1365 Haushalten. Davon waren 348 Singlehaushalte, 396 Paare ohne Kinder und 471 Paare mit Kindern, sowie 120 Alleinerziehende und 30 Wohngemeinschaften. In 391 Haushalten lebten ausschließlich Senioren und in 945 Haushaltungen lebten keine Senioren.

### Einwohnerzahlen
| Quelle: Historisches Ortslexikon |                                             |
| • 1564:                          | 0027 Familien                               |
| • 1592:                          | 0024 Familien                               |
| • 1610:                          | 0028 Haushaltungen                          |
| • 1630:                          | 0019 Männer, 2 Witwen und 2 Vormundschaften |
| • 1637:                          | 0005 Haushalte                              |
| • 1655:                          | 0008 Haushalte                              |
| • 1704:                          | 0027 Haushalte                              |
| • 1775:                          | 0058 Familien mit 240 Personen              |
| • 1791:                          | 0349 Einwohner                              |
| • 1800:                          | 0402 Einwohner                              |

| Langenhain: Einwohnerzahlen von 1775 bis 2021 | Langenhain: Einwohnerzahlen von 1775 bis 2021 | Langenhain: Einwohnerzahlen von 1775 bis 2021 | Langenhain: Einwohnerzahlen von 1775 bis 2021 | Langenhain: Einwohnerzahlen von 1775 bis 2021 |
| --- | --------------------------------------------- | --------------------------------------------- | --------------------------------------------- | --------------------------------------------- |
| Jahr |                                               |                                               |                                               | Einwohner                                     |
| 1775 | 1775                                          |                                               | 240                                           | 240                                           |
| 1791 | 1791                                          |                                               | 349                                           | 349                                           |
| 1800 | 1800                                          |                                               | 402                                           | 402                                           |
| 1817 | 1817                                          |                                               | 527                                           | 527                                           |
| 1834 | 1834                                          |                                               | 475                                           | 475                                           |
| 1840 | 1840                                          |                                               | 474                                           | 474                                           |
| 1846 | 1846                                          |                                               | 469                                           | 469                                           |
| 1852 | 1852                                          |                                               | 505                                           | 505                                           |
| 1858 | 1858                                          |                                               | 510                                           | 510                                           |
| 1864 | 1864                                          |                                               | 505                                           | 505                                           |
| 1871 | 1871                                          |                                               | 517                                           | 517                                           |
| 1875 | 1875                                          |                                               | 498                                           | 498                                           |
| 1885 | 1885                                          |                                               | 505                                           | 505                                           |
| 1895 | 1895                                          |                                               | 572                                           | 572                                           |
| 1905 | 1905                                          |                                               | 663                                           | 663                                           |
| 1910 | 1910                                          |                                               | 739                                           | 739                                           |
| 1925 | 1925                                          |                                               | 741                                           | 741                                           |
| 1939 | 1939                                          |                                               | 788                                           | 788                                           |
| 1946 | 1946                                          |                                               | 1.065                                         | 1.065                                         |
| 1950 | 1950                                          |                                               | 1.098                                         | 1.098                                         |
| 1956 | 1956                                          |                                               | 1.078                                         | 1.078                                         |
| 1961 | 1961                                          |                                               | 1.164                                         | 1.164                                         |
| 1967 | 1967                                          |                                               | 1.702                                         | 1.702                                         |
| 1970 | 1970                                          |                                               | 1.959                                         | 1.959                                         |
| 1987 | 1987                                          |                                               | 2.502                                         | 2.502                                         |
| 2000 | 2000                                          |                                               | ?                                             | ?                                             |
| 2011 | 2011                                          |                                               | 3.303                                         | 3.303                                         |
| 2021 | 2021                                          |                                               | 3.459                                         | 3.459                                         |
| Datenquelle: Historisches Gemeindeverzeichnis für Hessen: Die Bevölkerung der Gemeinden 1834 bis 1967. Wiesbaden: Hessisches Statistisches Landesamt, 1968. Weitere Quellen: LAGIS;; Stadt Hofheim am Taunus; Zensus 2011 |                                               |                                               |                                               |                                               |

### Historische Religionszugehörigkeit
| • 1885: | 488 evangelische (= 96,63 %), 4 katholische (= 0,79 %), 13 jüdische (= 2,57 %) Einwohner |
| • 1961: | 940 evangelische (= 80,76 %), 190 katholische (= 16,32 %) Einwohner                      |

## Politik

### Ortsbeirat
Im Ortsbeirat Hofheim-Langenhain sind nach der Kommunalwahl 2021 die neun Sitze wie folgt verteilt:
| Partei | Sitze | Ergebnis |
| ------ | ----- | -------- |
| CDU    | 3     | 41,2 %   |
| Grüne  | 2     | 19,1 %   |
| SPD    | 2     | 19,3 %   |
| FWG    | 2     | 20,3 %   |

Ortsvorsteher ist Armin Jakob (CDU).

### Wappen
Am 20. Mai 1970 wurde der Gemeinde Langenhain ein Wappen mit folgender Blasonierung verliehen: Auf silbernem Grund drei rote Sparren, in blauem Herzschild ein goldenes Herz.

## Kultur und Sehenswürdigkeiten

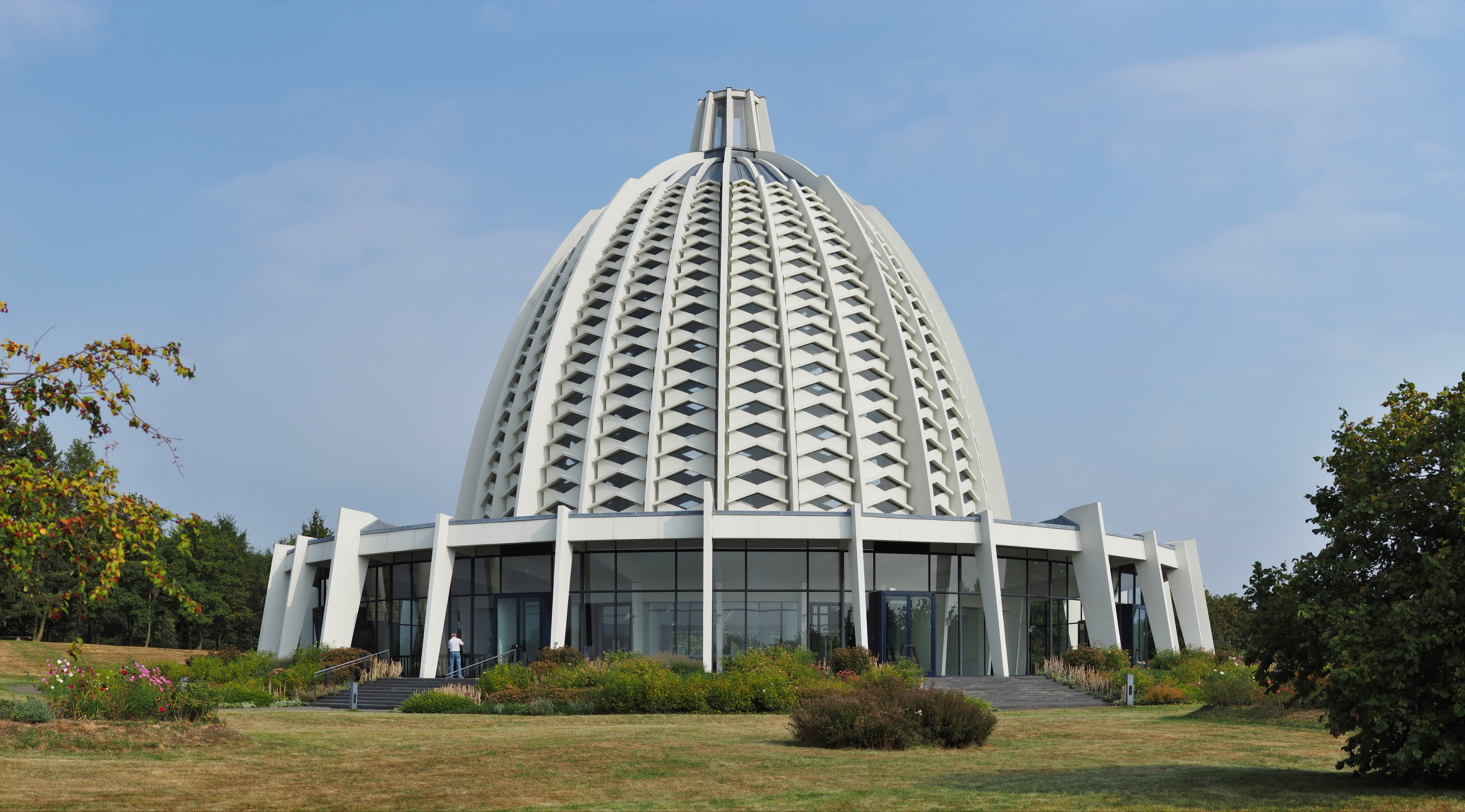
Bahai-Tempel in Langenhain

Für die Kulturdenkmäler des Ortes siehe die Liste der Kulturdenkmäler in Langenhain.
Sehenswert ist vor allem die evangelische Kirche, die 1748 auf den Grundmauern der Vorgängerin erbaut wurde. Sie steht zusammen mit den umliegenden Gehöften als Gesamtanlage unter Denkmalschutz. Die Orgel der Kirche wurde 1904 von der Firma Orgelbau Friedrich Weigle gebaut und nach 35 Jahren Schweigens 2013 von der Werkstatt Christian Scheffler in Sieversdorf in Brandenburg wiederhergestellt.
Von besonderer Bedeutung für den Ort ist das 1736 erbaute Jagdhaus, das der Forstverwaltung des Hessen-Darmstädtischen Amtes Wallau als Sitz diente. Später beherbergte das Haus die Gemeindeverwaltung und Schule des Ortes.
1964 wurde das oberhalb von Langenhain am Waldrand errichtete Haus der Andacht eingeweiht. Dieser Kuppelbau ist landläufig als Bahai-Tempel bekannt. Er ist durch den Einschnitt des Kassernbachs aus südlicher Richtung von der Oberrheinischen Tiefebene aus gut zu sehen. Auch aus Richtung Frankfurt ist der Blick auf die Kuppel frei.
Hinter dem Bahai-Gelände direkt am Waldrand befindet sich die Hofheimer Volkssternwarte.

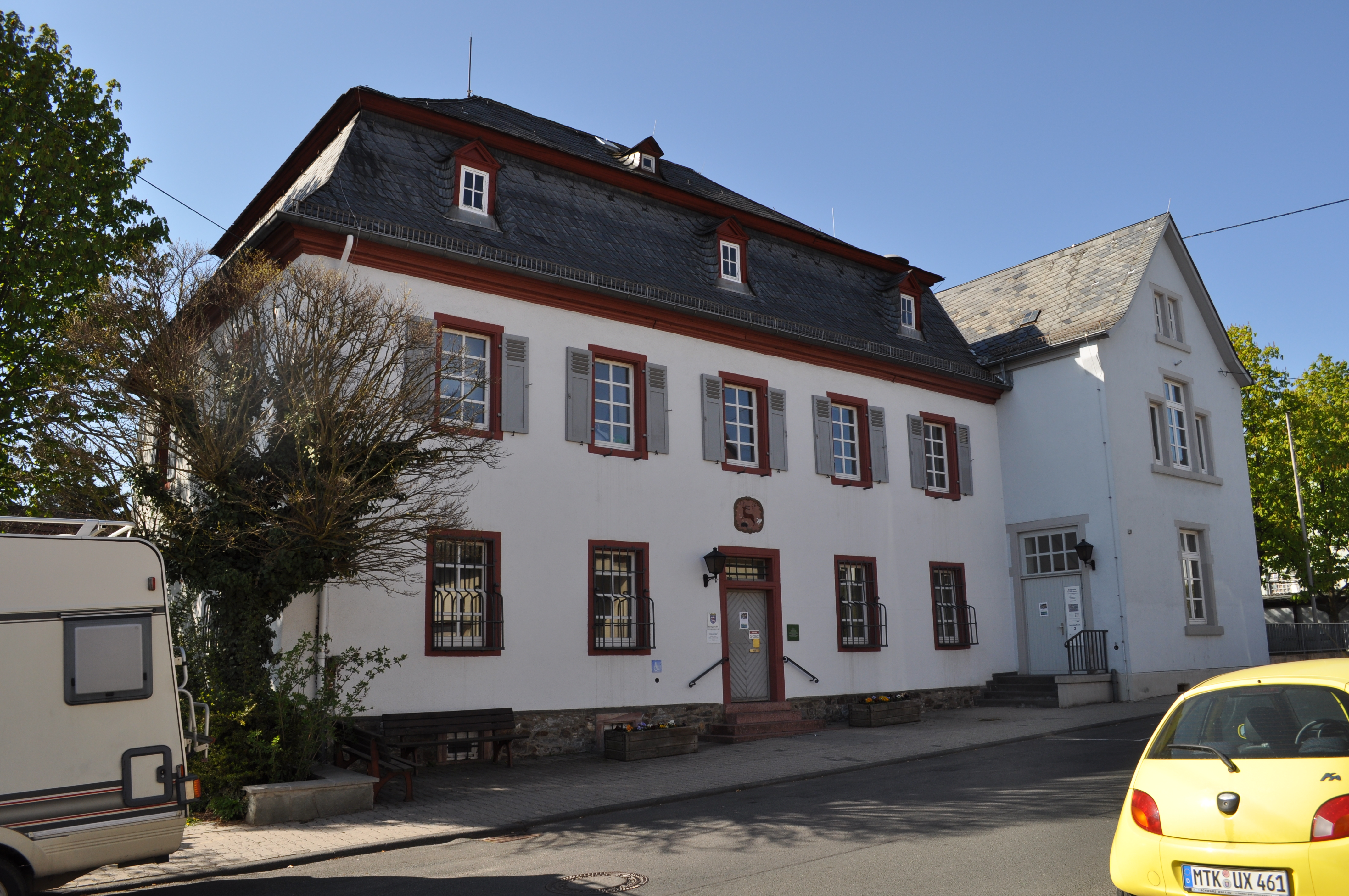
Ehemalige Oberförsterei
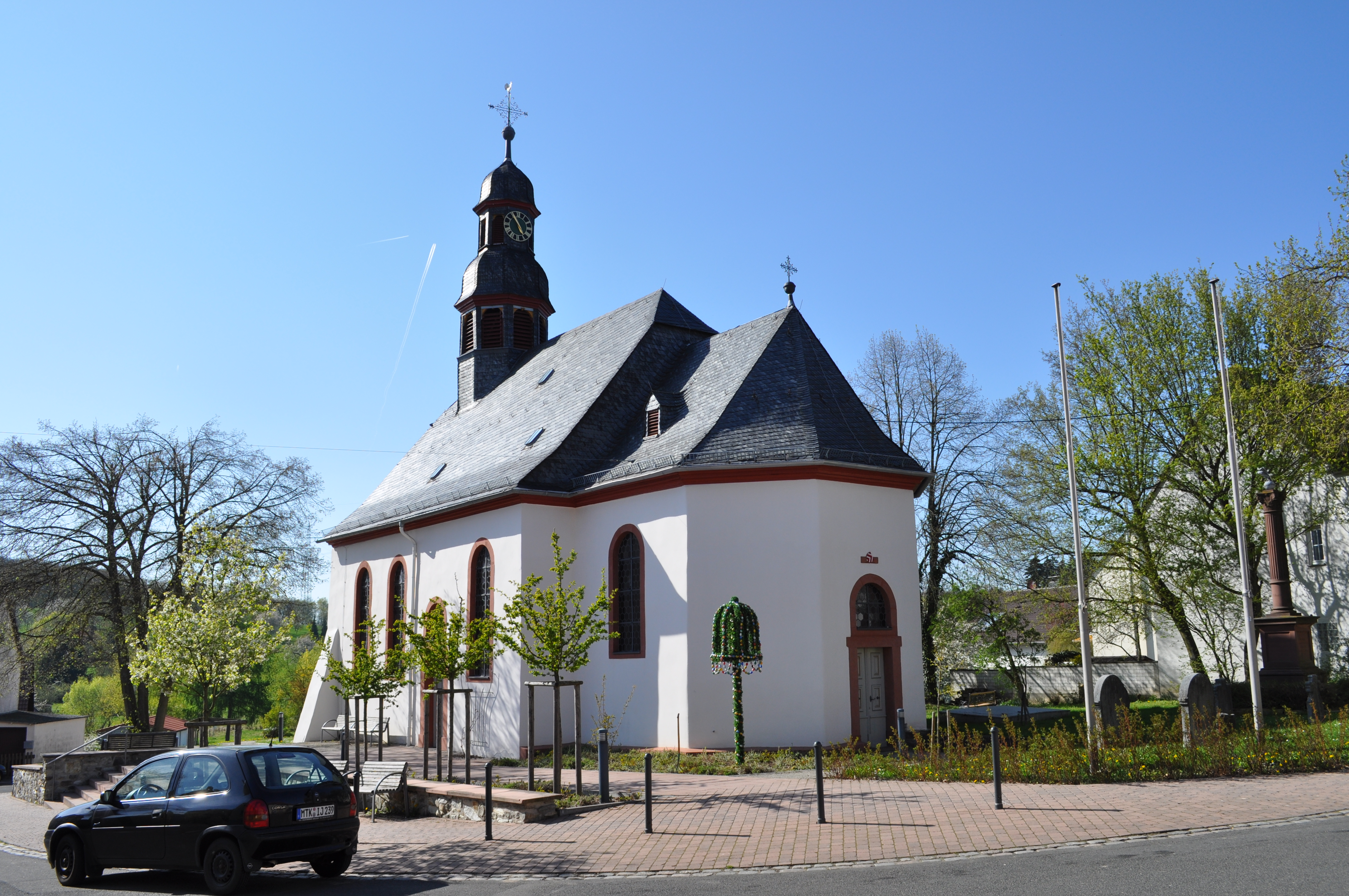
Evangelische Kirche
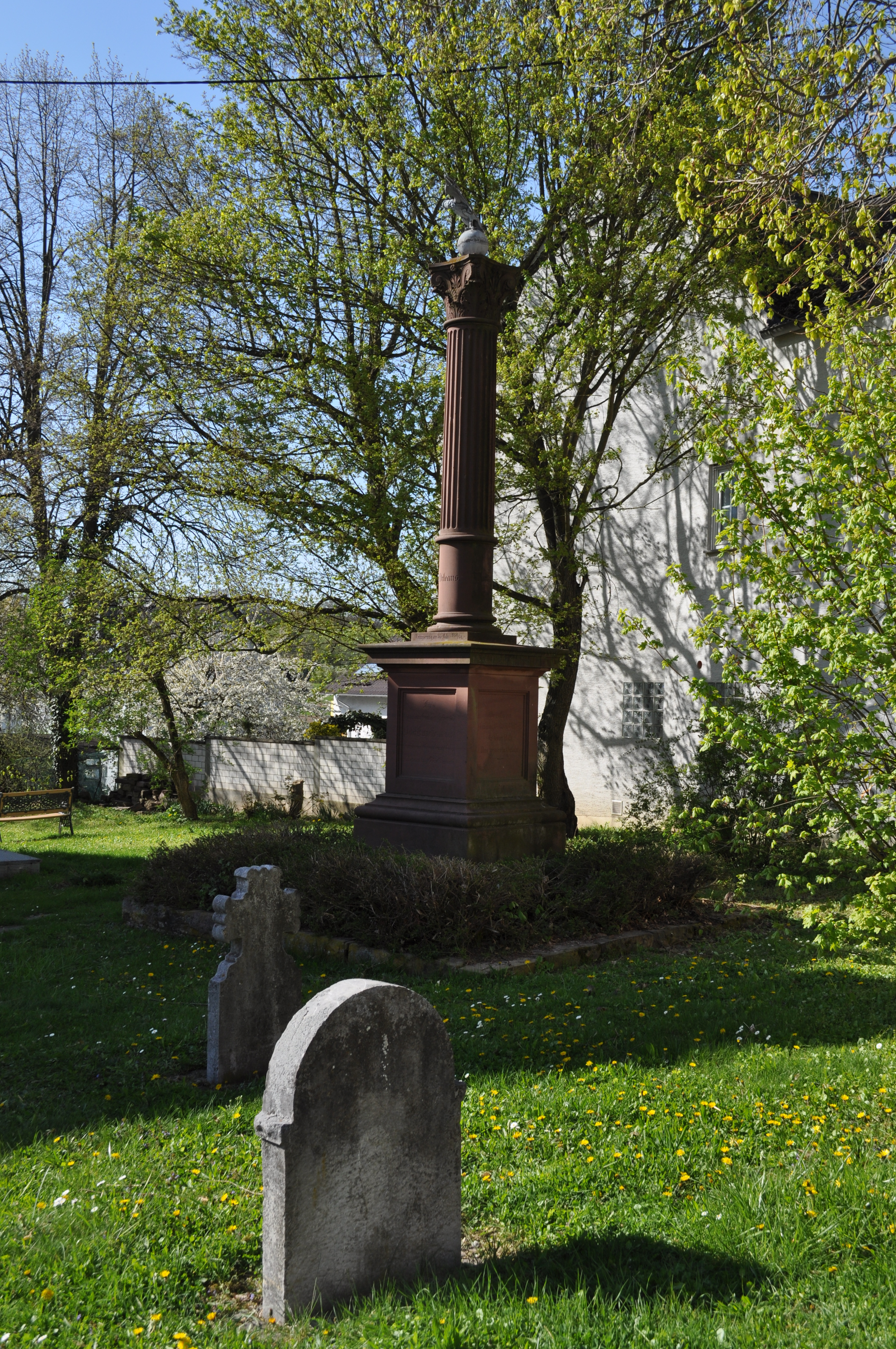
Gefallenendenkmal 1870/71 und Gräber
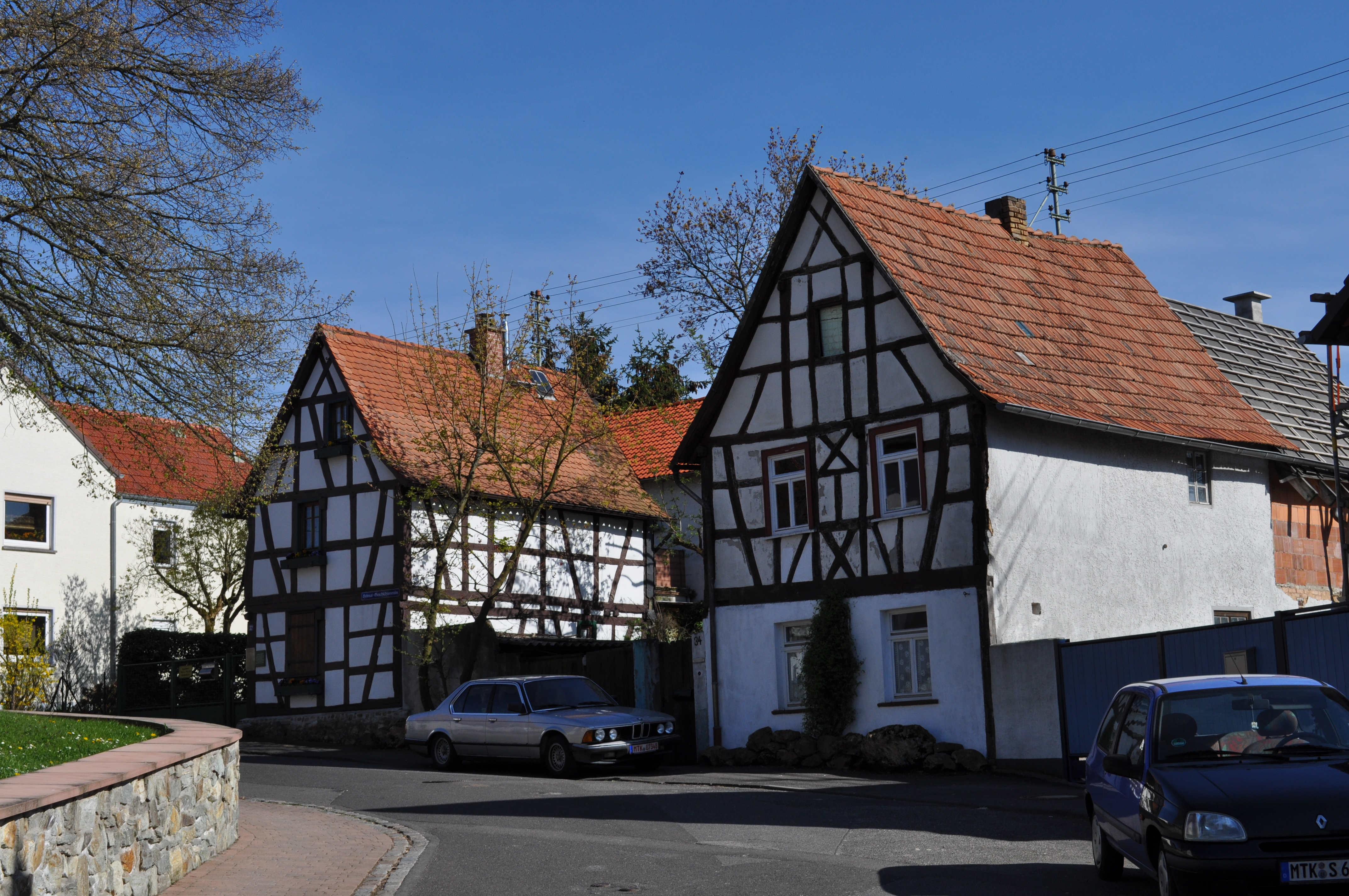
Alt-Langenhain 34 und 32

## Verkehr
Langenhain wird in Ost-West-Richtung von der L 3018 durchquert, welche von Wildsachsen nach Hofheim und über einen Abzweig nach Diedenbergen führt. In Nord-Süd-Richtung besteht über die L 3368 eine Straßenverbindung nach Lorsbach und nach Wallau mit einem Abzweig nach Breckenheim.
Langenhain wird von drei Buslinien bedient, dies sind:
- Linie 403 (MTV): Hofheim-Wildsachsen – Hofheim-Langenhain – Hofheim Bahnhof im 30-Minuten-Takt
- Linie 406 (MTV): Hofheim-Wildsachsen – Hofheim-Langenhain – Hofheim – Kriftel mit einzelnen Fahrten (Schülerverkehr)
- Linie 816 (MTV): Eppstein-Vockenhausen – Eppstein-Ehlhalten – Eppstein-Niederjosbach – Eppstein-Bremthal – Hofheim-Wildsachsen – Hofheim-Langenhain mit einzelnen Fahrten (Schülerverkehr)